# Ahmed Saad
Ahmed Saad (ur. 1 listopada 1986) – egipski sztangista, olimpijczyk, trzykrotny reprezentant letnich igrzysk olimpijskich (2004, 2012, 2016).
W zawodach międzynarodowych zadebiutował w 2004 roku występem na mistrzostwach świata juniorów, w których zajął 7. miejsce w kategorii wagowej do 56 kg. W tej samej kategorii zajął 11. miejsce na igrzyskach olimpijskich w Atenach. W 2010 roku rozpoczął starty w zmaganiach międzynarodowych w innej kategorii wagowej (do 62 kg), m.in. w tejże kategorii zajął 14. miejsce na mistrzostwach świata w tureckim mieście Antalya i zdobył tytuł wicemistrzowski na igrzyskach panarabskich w 2011 roku. Brał udział w igrzyskach olimpijskich w Londynie, tamtejszy występ zakończył na 8. miejscu. W 2013 roku wywalczył złoty medal igrzysk sródziemnomorskich, jak również brązowy medal uniwersjady.
W 2015 roku został złotym medalistą igrzysk afrykańskich, rok później zajął 5. miejsce na igrzyskach olimpijskich rozgrywanych w Rio de Janeiro. W 2018 roku obronił tytuł mistrza igrzysk sródziemnomorskich. W kategorii wagowej do 67 kg (zmienionej z poziomu do 62 kg), reprezentant Egiptu został złotym medalistą mistrzostw Afryki w Kairze oraz złotym medalistą igrzysk afrykańskich w Rabacie.